# Сільвія Вартан
Сільвія Жорж Вартанян, відома як Сільвія Вартан (фр. Sylvie Vartan, болг. Силви Вартан, нар.15 серпня 1944, Іскрець, Софійська область, Болгарія) — французька співачка і акторка. Одна з найпродуктивніших співачок у жанрі є-є, у виступах часто використовувала хореографію. Її концерти у Олімпії та Палаці конгресів в Парижі, на французькому та італійському телебаченні протягом 1960-х і до середини 1970-х мали завжди величезний успіх.

## Біографія
Народилася в селі Іскрець в Балканських горах у західній Болгарії. Її батько, Жорж Вартанян (1912—1970), народився у Франції, у сім'ї, де мати була болгаркою, а батько вірменин. Батько працював як прес-аташе посольства Франції в Болгарії і в 1936 році одружився з Ілоною Маєр (1914—2007). Прізвище Вартанян сім'я «скоротила» до Вартан, подібніше до французького.

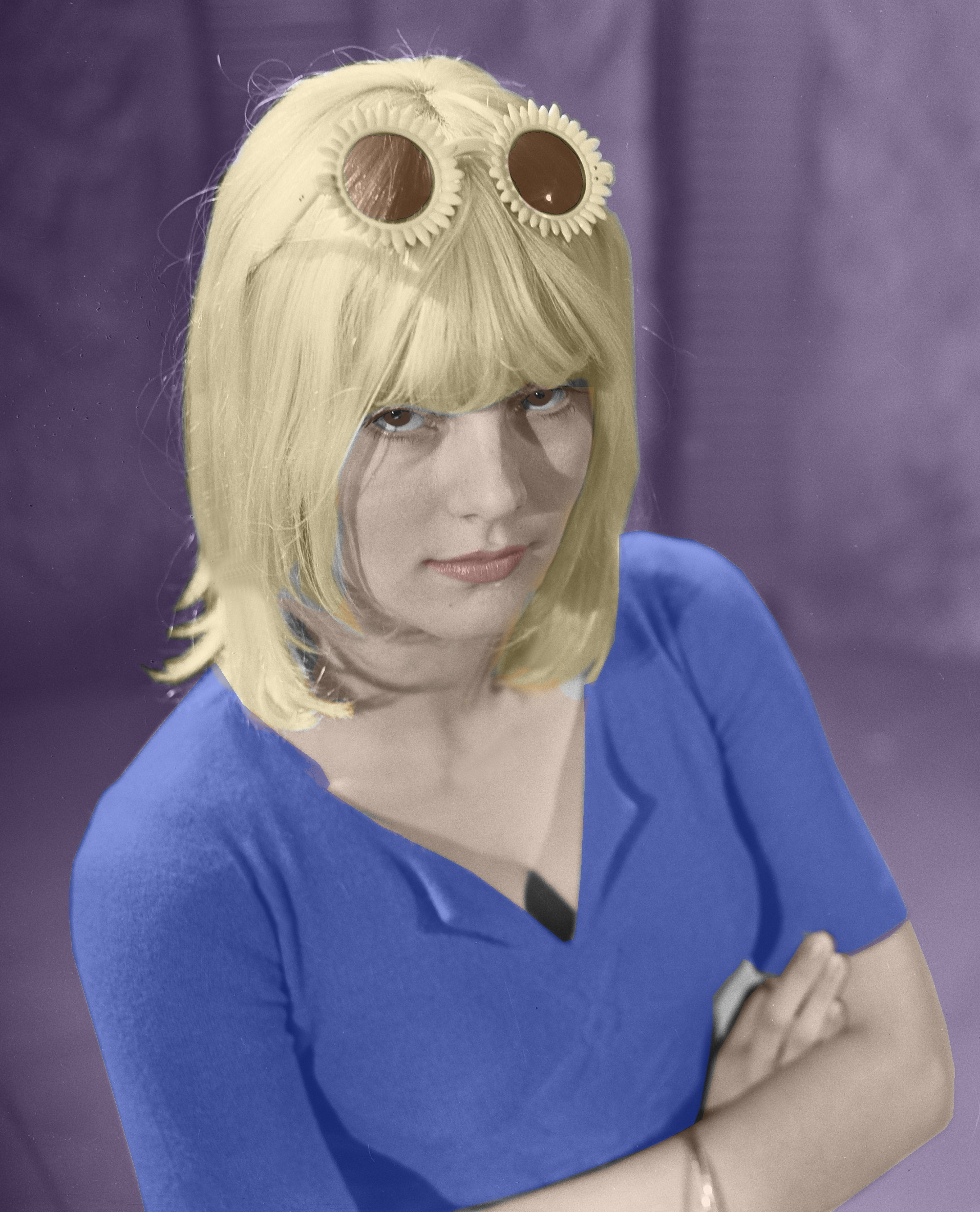
Сільвія Вартан. 1966

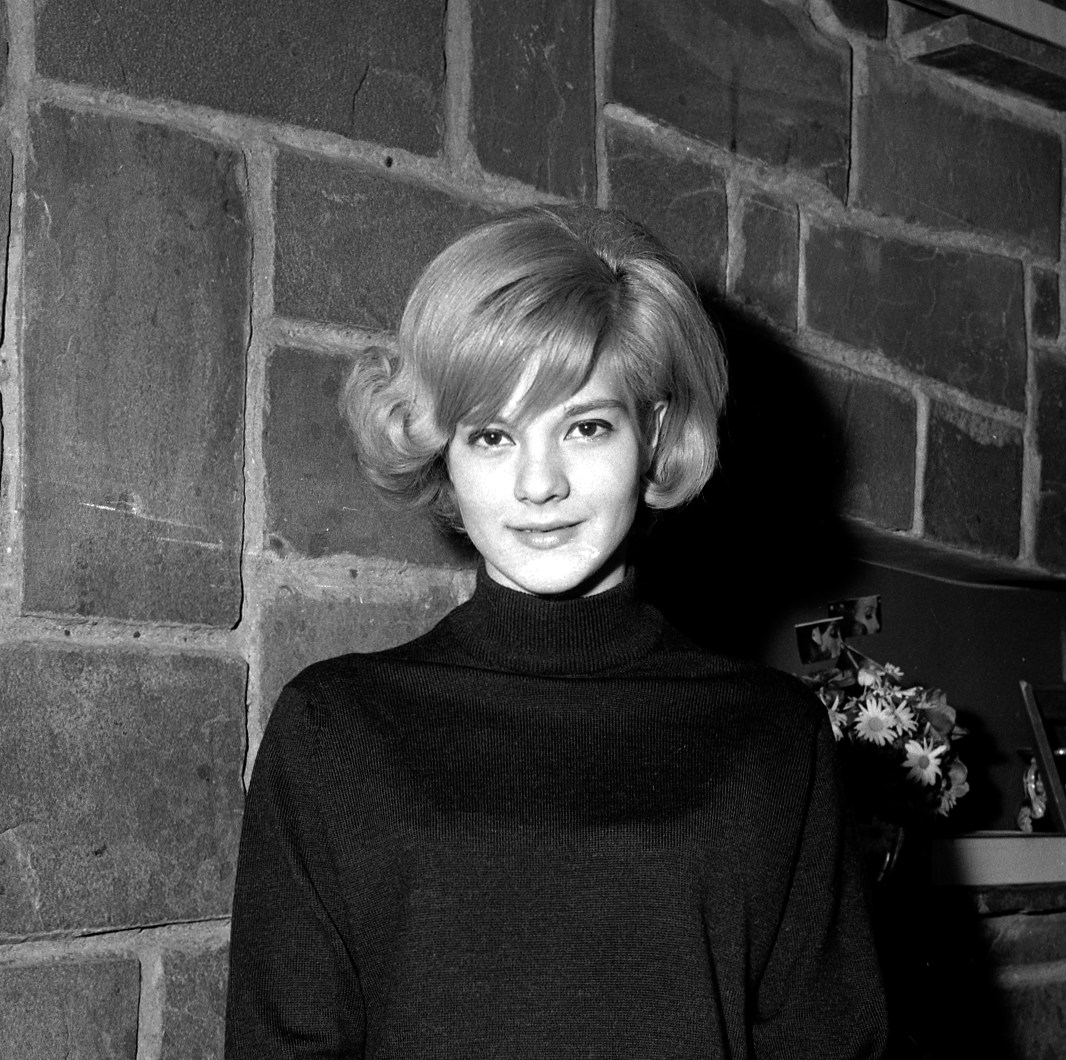
Сільвія Вартан. 1962

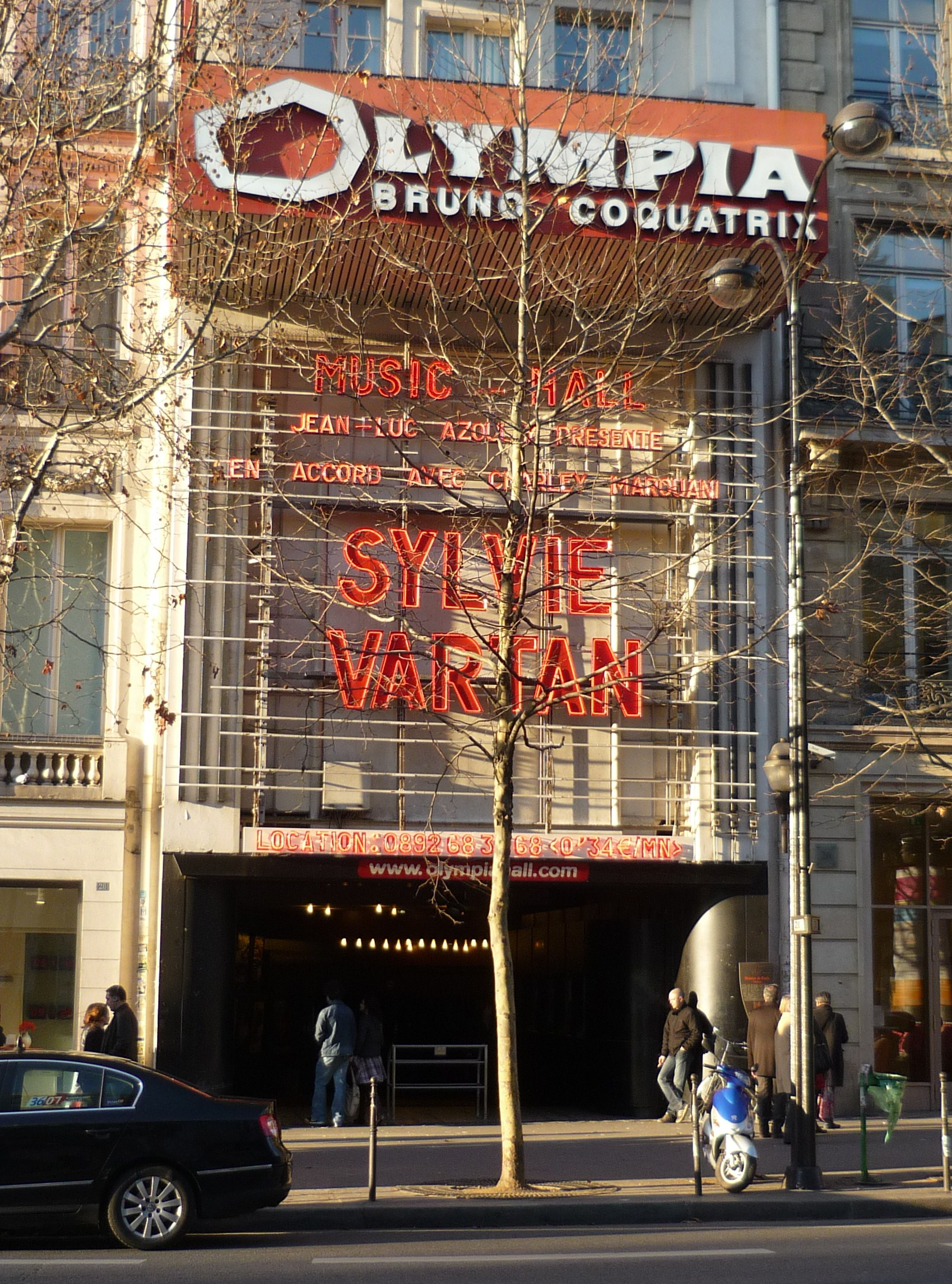
Афіша концерту Сільвії Вартан у Олімпії. 2010

У 1950 році товариш батька, кінорежисер Дако Даковський, запропонував 7-річній Сільвії роль школярки у своєму фільмі «Під ігом» (1952, за однойменним романом Івана Вазова). Ця роль пробудила у неї смак до мистецького світу та театру.
Життя в Болгарії ускладнилося і сім'я вирішила виїхати до Франції. У грудні 1952 року Сільвія з батьками та братом Едді (1937—2001) прибула до Парижу. Адаптація була складною, діти не розмовляли французькою, чотири роки сім'я прожила в однокімнатному номері в готелі.
У 1960 році сім'я переїхала до помешкання на проспекті Мішеля Бізо. Вона вчилася в школі, де дівчатам заборонялося уживати макіяж, одягати штани та високі підбори. Сільвія вивчала мови, любила музику, джаз і рок, захоплювалася Брендою Лі, Біллом Гейлі та Елвісом Преслі.
У 1961 році Сільвії вдалося записати пісню «Panne d'essence» з французьким рокером Франкі Джорданом. Несподівано пісня стала шлягером і забезпечила Вартан її першу появу на французькому телебаченні. Після закінчення школи вона підписала контракт з фірмою звукозапису Decca Records, і на початку грудня 1961 року вийшла перша її грамплатівка з титульною піснею «Quand le film est triste», з репертуару американської співачки Сю Томпсон.
Навесні 1965 року Вартан одружилася з рок-зіркою Джонні Голлідеєм. У 1966 році народила сина Давида-Мішеля-Бенжамена (відомий як Давид Голлідей, теж співак). Перший дует з Джонні Голлідеєм «J'ai un problème» був написаний у 1973 році і отримав статус «золотого». Найвідомішою піснею Сільвії Вартан стала «Nicolas», що вперше з’явилася в 1979 році.
У листопаді 1980 року розлучилася з Голлідеєм. 1983 року одружилася з американським продюсером Тоні Скотті. Вони удочерили болгарську дівчинку Дарину.

## Дискографія
1960-ті роки
- 1961: Sylvie
- 1962: Due minuti di felicità
- 1963: Twiste et chante
- 1964: Sylvie a Nashville
- 1965: A gift wrapped from Paris
- 1966: Il y a deux filles en moi
- 1967: 2'35 de bonheur
- 1967: Comme un garçon
- 1968: La Maritza

1970-ті роки
- 1970: Aime moi
- 1970: Sylvie à l'Olympia — Live
- 1971: Sympathie
- 1971: Caro Mozart
- 1972: Sylvie à l'Olympia — Live
- 1973: J'ai un problème
- 1974: Shang shang a lang
- 1974: Je chante pour Swanee
- 1975: Show Sylvie Vartan au Palais des Congrès — Live
- 1976: Qu'est-ce qui fait pleurer les blondes?
- 1976: Ta sorcière bien aimée
- 1977: «Жорж»[fr] / (Georges)
- 1977: Dancing Star
- 1977: Sylvie Vartan au Palais des Congrès — Live
- 1978: Fantaisie
- 1979: I don't want the night to end
- 1979: Déraisonnable

1980-ті роки
- 1980: Bienvenue solitude
- 1981: Ça va mal
- 1981: Au Palais des Sports — Live
- 1982: De choses et d'autres
- 1982: In Las Vegas — Live
- 1983: Danse ta vie
- 1983: Palais des Congrès — Live
- 1984: Des heures de désir
- 1985: Made in USA
- 1986: Virage
- 1989: Confidanses

1990-ті роки
- 1990: Enregistrement public à Sofia — Live
- 1992: Vent d'Ouest
- 1994: Sessions acoustiques
- 1995: Au Casino de Paris — Live
- 1996: Toutes les femmes ont un secret
- 1997: Sylvie Vartan à l'Olympia — Live
- 1998: Sensible
- 1999: Irrésistiblement… Sylvie
- 1999: Olympia Tour de Siècle — Live + DVD

2000-ні роки
- 2004: Sylvie
- 2005: Palais des Congrès — Live + DVD
- 2007: Nouvelle Vague
- 2009: Toutes Peines confondues
- 2010: Soleil Bleu